# Nekrolog März 2003
Nekrolog
◄◄
| ◄
| 1999
| 2000
| 2001
| 2002
| 2003 | 2004 | 2005 | 2006 | 2007 | ► | ►►
Januar |
Februar |
März |
April |
Mai |
Juni |
Juli |
August |
September |
Oktober |
November |
Dezember 2003
Weitere Ereignisse | Allgemeiner Nekrolog 2003
Die Beschreibung der verstorbenen Person sollte so kurz wie möglich gehalten sein und nur deren signifikante Tätigkeit(en) enthalten.
Neue Namen ggf. auch unter dem Geburts- und Sterbedatum, also etwa unter 1. Januar und im Geburts- und Sterbejahr (2024) eintragen (nur bei entsprechender großer Wichtigkeit). Für Beispiele siehe die schon vorhandenen Artikel.
Außerdem über die fünf zuletzt Verstorbenen, zu denen es einen ausreichend guten Artikel für eine Präsentation auf der Hauptseite gibt, nach der todesbedingten Überarbeitung der Artikel ggf. auch unter Wikipedia Diskussion:Hauptseite informieren und sie am besten auch in den anderen Wikipedia-Sprachversionen eintragen. Tipp: Regelmäßig bei news.google.de nach „ist tot“, „gestorben“ oder „verstorben“ suchen.
Wenn eine Person gestorben ist, gibt es viele Seiten zu dieser Person in der Wikipedia, die davon auch betroffen sind und entsprechend aktualisiert werden müssen. Beispiele: Namenübersichtsseite, Geburtsjahr, Geburtsort-Seiten und viele mehr.
Wie finde ich die betroffenen Seiten?
Im Suchfeld auf der linken Seite gibt man den Suchbegriff so ein: „Vorname Nachname“. Dann klickt man auf Volltext und alle Seiten mit entsprechendem Suchtext werden aufgerufen. Hier sieht man dann schnell, wo auch das Todesjahr Sinn macht oder sogar ein Teil des Artikels angepasst werden muss. Auch hilft das „Werkzeug“ auf der linken Seite sehr gut, um solche Seiten aufzufinden: „Links auf diese Seite“. Somit ist die Wikipedia wieder aktuell in allen Bereichen! Hinweis: bei Eintragung der Kategorie „Gestorben JAHR“ wird der Missbrauchsfilter 49 ausgelöst, was jedoch nicht schlimm ist. Siehe: Spezial:Missbrauchsfilter/49
Dies ist eine Liste von im März 2003 verstorbenen bekannten Persönlichkeiten. Die Einträge erfolgen innerhalb der einzelnen Daten alphabetisch sortiert. Tiere sind im Nekrolog für Tiere zu finden.

## März
| Tag      | Name                            | Beruf, bekannt als                                                                                       | Alter | Beleg |
| -------- | ------------------------------- | --- | ----- | ----- |
| 1. März  | Christian Beutler               | deutscher Kunsthistoriker                                                                                | 80    |       |
| 1. März  | Nadine Conner                   | US-amerikanische Opernsängerin (Sopran)                                                                  | 96    |       |
| 1. März  | Peter Fuchs                     | deutscher Journalist und Heimatforscher                                                                  | 81    |       |
| 1. März  | Ulli Herzog                     | deutscher Hörspiel-Regisseur, Autor und Hörspielsprecher                                                 | 64    |       |
| 1. März  | Karl Holstein                   | deutscher Maler und Graphiker                                                                            | 90    |       |
| 1. März  | Manfred Molzberger              | deutscher Leichtathlet und Olympiateilnehmer                                                             | 67    |       |
| 1. März  | Roger Needham                   | britischer Informatiker                                                                                  | 68    |       |
| 1. März  | Gösta Nordahl                   | schwedischer Fußballspieler                                                                              | 74    |       |
| 1. März  | Heinrich Scholz                 | deutscher Politiker (SED), Minister für Verkehrswesen der DDR                                            | 69    |       |
| 1. März  | Horst Sockoll                   | deutscher Fußballspieler                                                                                 | 77    |       |
| 1. März  | Ecke von Zezschwitz             | deutscher Bodenkundler, Agrikulturchemiker und Geologe                                                   | 80    |       |
| 2. März  | Antonio Arellano Durán          | venezolanischer Geistlicher, Bischof von San Carlos de Venezuela                                         | 75    |       |
| 2. März  | Hank Ballard                    | US-amerikanischer R&B- und Doo-Wop-Sänger                                                                | 75    |       |
| 2. März  | Fred Freiberger                 | US-amerikanischer Filmproduzent und Drehbuchautor                                                        | 88    |       |
| 2. März  | Leonard Hsu Ying-fa             | taiwanischer Ordensgeistlicher, katholischer Bischof                                                     | 80    |       |
| 2. März  | Peter Kittelmann                | deutscher Politiker (CDU), MdB                                                                           | 66    |       |
| 2. März  | Dieter Legler                   | deutscher Fußballspieler                                                                                 | 68    |       |
| 2. März  | Jorge Arturo Meinvielle         | argentinischer Ordensgeistlicher, Bischof von San Justo                                                  | 71    |       |
| 2. März  | Josef Moser                     | österreichischer Politiker (SPÖ), Abgeordneter zum Nationalrat                                           | 84    |       |
| 2. März  | Fritz Wagner                    | deutscher Historiker                                                                                     | 94    |       |
| 2. März  | Malcolm Williamson              | australischer Komponist                                                                                  | 71    |       |
| 2. März  | Klaus Wittstadt                 | deutscher Kirchenhistoriker                                                                              | 66    |       |
| 3. März  | Horst Buchholz                  | deutscher Schauspieler                                                                                   | 69    |       |
| 3. März  | Richard Garrard                 | australischer Ringer                                                                                     | 91    |       |
| 3. März  | Leo Konopczynski                | deutscher Fußballspieler                                                                                 | 76    |       |
| 3. März  | Hans Joachim Nauschütz          | deutscher Schriftsteller und Publizist                                                                   | 62    |       |
| 3. März  | Goffredo Petrassi               | italienischer Komponist                                                                                  | 98    |       |
| 3. März  | Hans Reinhard                   | Schweizer Architekt                                                                                      | 87    |       |
| 3. März  | Peter Smithson                  | britischer Architekt                                                                                     | 79    |       |
| 4. März  | Walther Baier                   | deutscher Tierarzt, Veterinärgynäkologe und -kliniker                                                    | 99    |       |
| 4. März  | Fedora Barbieri                 | italienische Opernsängerin (Mezzosopran)                                                                 | 82    |       |
| 4. März  | Lindanor Celina                 | brasilianische Schriftstellerin                                                                          | 85    |       |
| 4. März  | Micaela Comberti                | britische Violinistin und Ensembleleiterin                                                               | 50    |       |
| 4. März  | Brigitte Gilles                 | deutsche Psychologin und Hochschullehrerin; erste Frauenbeauftragte der RWTH Aachen                      | 74    |       |
| 4. März  | Dschaba Iosseliani              | georgischer Staatschef und Krimineller                                                                   | 76    |       |
| 4. März  | Sébastien Japrisot              | französischer Journalist, Drehbuchautor und Schriftsteller                                               | 71    |       |
| 4. März  | Lin Lanying                     | chinesische Physikerin                                                                                   | 85    |       |
| 4. März  | Isidora Rosenthal-Kamarinea     | griechisch-deutsche Neogräzistin und Professorin                                                         | 84    |       |
| 5. März  | Edwin Hardy Amies               | britischer Modedesigner                                                                                  | 93    |       |
| 5. März  | Marianne Baudler                | deutsche Chemikerin                                                                                      | 81    |       |
| 5. März  | Hellmuth Buddenberg             | deutscher Manager                                                                                        | 78    |       |
| 5. März  | Karl Ludwig Haenchen            | deutscher Fotograf, Fernsehproduzent und Schlagertexter                                                  | 91    |       |
| 5. März  | Hans Heintze                    | deutscher Kantor und Organist                                                                            | 92    |       |
| 5. März  | Johann Georg Juchem             | deutscher Hochschullehrer und Wegbereiter der Kommunikationstheorie                                      | 63    |       |
| 5. März  | Ekkehard Liehl                  | deutscher Geograph und Bibliothekar                                                                      | 91    |       |
| 5. März  | Sibyl Marcuse                   | US-amerikanische Musikinstrumentenkundlerin und Museumskuratorin                                         | 92    |       |
| 5. März  | Walter Pintos Risso             | uruguayischer Minister für öffentliche Bauten                                                            | 96    |       |
| 5. März  | Gerhard Rosenfeld               | deutscher Komponist                                                                                      | 72    |       |
| 5. März  | Kristian Solmer Vedel           | dänischer Designer                                                                                       | 80    |       |
| 6. März  | Linton Garner                   | US-amerikanischer Jazz-Pianist                                                                           | 87    |       |
| 6. März  | Ernst B. Haas                   | US-amerikanischer Politologe                                                                             |       |       |
| 6. März  | Antoni Mączak                   | polnischer Historiker                                                                                    | 74    |       |
| 6. März  | Reiz Malile                     | albanischer kommunistischer Diplomat und Politiker                                                       | 78    |       |
| 6. März  | Luděk Pachman                   | tschechisch-deutscher Schachspieler                                                                      | 78    |       |
| 6. März  | Maurice Rheims                  | französischer Kunsthistoriker                                                                            | 93    |       |
| 6. März  | Wolf Steidle                    | deutscher Klassischer Philologe                                                                          | 93    |       |
| 6. März  | Saba Youakim                    | libanesischer Geistlicher, Erzbischof von Petra und Philadelphia                                         | 88    |       |
| 7. März  | Manfred Durniok                 | deutscher Filmproduzent und Regisseur                                                                    | 68    |       |
| 7. März  | Klaus Henkes                    | deutscher Militär, Generalleutnant der LSK/LV der Nationalen Volksarmee                                  | 73    |       |
| 7. März  | César Muciño                    | mexikanischer Radrennfahrer                                                                              | 31    |       |
| 7. März  | Peter Pfeiffer                  | deutscher Jurist, Vorstandsmitglied der Bayerischen Vereinsbank und Parteifunktionär (CSU)               | 80    |       |
| 7. März  | Clayton Valli                   | US-amerikanischer Linguist                                                                               | 51    |       |
| 7. März  | Martin Wiesend                  | deutscher Geistlicher, Weihbischof in Bamberg                                                            | 92    |       |
| 8. März  | Abel Alonso Núñez               | spanischer Geistlicher, römisch-katholischer Bischof von Campo Maior                                     | 81    |       |
| 8. März  | Erik Sparre Andersen            | dänischer Mathematiker                                                                                   | 83    |       |
| 8. März  | José Manuel Blecua Teijeiro     | spanischer Romanist, Hispanist und Literaturwissenschaftler                                              | 90    |       |
| 8. März  | Harry Anselm Clinch             | US-amerikanischer Geistlicher, Bischof von Monterey in California                                        | 94    |       |
| 8. März  | Adam Faith                      | englischer Popsänger, Schauspieler und Musikproduzent                                                    | 62    |       |
| 8. März  | Wallace M. Greene junior        | US-amerikanischer Militär, General und 23. Commandant des United States Marine Corps                     | 95    |       |
| 8. März  | Eduard Konstantinowitsch Isotow | russischer Schauspieler                                                                                  | 66    |       |
| 8. März  | Elliott Jaques                  | kanadischer Psychoanalytiker                                                                             | 86    |       |
| 8. März  | Nicole Louvier                  | französische Dichterin, Chanson-Interpretin, Autorin, Journalistin                                       | 69    |       |
| 8. März  | Karen Morley                    | US-amerikanische Schauspielerin                                                                          | 93    |       |
| 8. März  | Nathen Page                     | US-amerikanischer Jazz-Gitarrist                                                                         | 65    |       |
| 8. März  | Gerhard Schäfer                 | deutscher Theologe und Archivar                                                                          | 79    |       |
| 8. März  | Hans Schöll                     | österreichischer Kaufmann und Politiker (FPÖ), Abgeordneter zum Nationalrat                              | 61    |       |
| 9. März  | Stan Brakhage                   | US-amerikanischer Regisseur                                                                              | 70    |       |
| 9. März  | Konrad Buchwald                 | deutscher Botaniker und Politiker (ödp)                                                                  | 89    |       |
| 9. März  | Žarko Dolinar                   | jugoslawischer Tischtennisspieler, Mediziner und Gerechter unter den Völkern                             | 82    |       |
| 9. März  | Bernard Dowiyogo                | nauruischer Politiker                                                                                    | 57    |       |
| 9. März  | Alfred Glauser                  | US-amerikanischer Romanist und Literaturwissenschaftler Schweizer Herkunft                               | 90    |       |
| 9. März  | Rolf Hagedorn                   | deutscher Physiker                                                                                       | 83    |       |
| 9. März  | Erich Joch                      | deutscher Leichtathlet                                                                                   | 90    |       |
| 9. März  | Dzidra Ritenberga               | lettische Schauspielerin und Regisseurin                                                                 | 74    |       |
| 9. März  | Manfred Schäfer                 | deutscher Ethnologe                                                                                      | 53    |       |
| 9. März  | Heinz Thiel                     | deutscher Regisseur                                                                                      | 82    |       |
| 9. März  | Günter Wendland                 | deutscher Jurist (DDR), Generalstaatsanwalt der DDR                                                      | 71    |       |
| 10. März | Nicolae Beloiu                  | rumänischer Komponist und Musikpädagoge                                                                  | 75    |       |
| 10. März | Jimmy Bilsbury                  | britischer Sänger                                                                                        | 60    |       |
| 10. März | Tom Boardman, Baron Boardman    | britischer Politiker, Mitglied des House of Commons, Banker und Manager                                  | 84    |       |
| 10. März | Charles Cyroulnik               | französischer Geiger                                                                                     | 80    |       |
| 10. März | Sieglinde Dick                  | deutsche Jockey und Autorin                                                                              | 59    |       |
| 10. März | Musu Kebba Drammeh              | gambische Modedesignerin und Unternehmerin                                                               |       |       |
| 10. März | Günther Frasl                   | österreichischer Geologe und Paläontologe                                                                | 78    |       |
| 10. März | Alfred Gutersohn                | Schweizer Universitätsprofessor                                                                          | 99    |       |
| 10. März | Erna Hitzberger                 | deutsche Designerin                                                                                      | 97    |       |
| 10. März | Rudolf Kaster                   | deutscher Grafiker, Bildender Künstler und Kunstpädagoge                                                 | 88    |       |
| 10. März | Geoffrey Kirk                   | britischer Klassischer Philologe                                                                         | 81    |       |
| 10. März | Marina Alexejewna Ladynina      | sowjetische Schauspielerin                                                                               | 94    |       |
| 10. März | Adolf Scherbaum                 | österreichischer Komponist                                                                               | 71    |       |
| 10. März | Barry Sheene                    | britischer Motorradrennfahrer                                                                            | 52    |       |
| 10. März | Fritz Spengler                  | deutscher Feldhandballspieler                                                                            | 94    |       |
| 10. März | Naftali Temu                    | kenianischer Langstreckenläufer und Olympiasieger                                                        | 57    |       |
| 10. März | Ion Ţîrcovnicu                  | rumänischer Fußballspieler                                                                               | 66    |       |
| 10. März | Ottorino Volonterio             | Schweizer Automobilrennfahrer                                                                            | 85    |       |
| 10. März | Nilufar Yasmin                  | bangladeschische Sängerin                                                                                |       |       |
| 11. März | John G. Dow                     | US-amerikanischer Politiker                                                                              | 97    |       |
| 11. März | Ivar Hansen                     | dänischer Politiker (Venstre)                                                                            | 64    |       |
| 11. März | Ludwig Streicher                | österreichischer Kontrabassist                                                                           | 82    |       |
| 12. März | Howard Fast                     | US-amerikanischer Schriftsteller                                                                         | 88    |       |
| 12. März | Werner Firneburg                | deutscher Politiker (DVU), MdL                                                                           | 74    |       |
| 12. März | Branimir Karabajić              | jugoslawischer Comiczeichner                                                                             | 77    |       |
| 12. März | Andrei Kiwiljow                 | kasachischer Radrennfahrer                                                                               | 29    |       |
| 12. März | Eugen Motsch                    | deutscher Mundartdichter                                                                                 | 70    |       |
| 12. März | Kurt Schmitz                    | deutscher Politiker (SPD), Oberbürgermeister von Bottrop                                                 | 73    |       |
| 12. März | Jaroslawa Stezko                | ukrainische Politikerin                                                                                  | 82    |       |
| 12. März | Lynne Thigpen                   | US-amerikanische Schauspielerin                                                                          | 54    |       |
| 12. März | Zoran Đinđić                    | serbischer Politiker und Schriftsteller                                                                  | 50    |       |
| 13. März | Gerd Brenneis                   | deutscher Opernsänger (Tenor)                                                                            | 67    |       |
| 13. März | Ingo Buding                     | deutscher Tennisspieler                                                                                  | 61    |       |
| 13. März | Lore Cattepoel                  | deutsche Politikerin (CDU), MdL                                                                          | 92    |       |
| 13. März | Hans Jacobus                    | deutscher Journalist (DDR)                                                                               | 79    |       |
| 13. März | Johanna Jamnegg                 | österreichische Politikerin                                                                              | 79    |       |
| 13. März | Norbert Kohler                  | deutscher Ringer                                                                                         | 72    |       |
| 13. März | Roberto Murolo                  | italienischer Sänger, Gitarrist und Cantautore                                                           | 91    |       |
| 13. März | Peter Ochsenbein                | Schweizer Mediävist und Stiftsbibliothekar in St. Gallen                                                 | 62    |       |
| 13. März | Ivan Rassimov                   | italienischer Schauspieler                                                                               | 64    |       |
| 13. März | Christiane Schmidtmer           | deutsche Schauspielerin                                                                                  | 63    |       |
| 13. März | Helmut Stallknecht              | deutscher Aquarianer und Fachbuchautor                                                                   | 68    |       |
| 13. März | Gus Yatron                      | US-amerikanischer Politiker                                                                              | 75    |       |
| 14. März | Lothar Behr                     | deutscher Botaniker                                                                                      | 90    |       |
| 14. März | Harmon Craig                    | US-amerikanischer Geochemiker                                                                            | 76    |       |
| 14. März | Jack Goldstein                  | US-amerikanischer Konzept- und Performancekünstler                                                       | 57    |       |
| 14. März | Rolf Krickow                    | deutscher Rundfunkmoderator und Redakteur                                                                | 81    |       |
| 14. März | Jean-Luc Lagardère              | französischer Unternehmer                                                                                | 75    |       |
| 14. März | Johannes Szelinski              | deutscher Journalist sowie Dialogautor und Dialogregisseur in der Film-Synchronisation                   | 91    |       |
| 15. März | Stefan Cornaz                   | Schweizer Politiker (FDP) und Historiker                                                                 | 59    |       |
| 15. März | Leonard James Crowley           | kanadischer Geistlicher, Weihbischof in Montréal                                                         | 81    |       |
| 15. März | Thora Hird                      | britische Schauspielerin                                                                                 | 91    |       |
| 15. März | Gerhard Kowala                  | deutscher Politiker (GB/BHE), MdL in Niedersachsen (1959–1963)                                           | 92    |       |
| 15. März | Li Xuefeng                      | chinesischer Politiker in der Volksrepublik China                                                        | 96    |       |
| 15. März | Gerhard Stöcklin                | deutscher Nuklearchemiker                                                                                | 72    |       |
| 15. März | Robert Tannenbaum               | US-amerikanischer Organisationsforscher                                                                  |       |       |
| 15. März | Cemil Usta                      | türkischer Fußballspieler                                                                                | 52    |       |
| 15. März | Eddy Yusuf                      | indonesischer Badmintonspieler                                                                           | 71    |       |
| 16. März | Pawel Kusmitsch Ajedonizki      | sowjetischer Arzt und Komponist                                                                          | 80    |       |
| 16. März | Lawrence Aller                  | US-amerikanischer Astronom                                                                               | 89    |       |
| 16. März | Erwin Berger                    | deutscher Laborant, Gewerkschafter und Senator (Bayern)                                                  | 67    |       |
| 16. März | Eduardo Tomás Boza Masvidal     | kubanischer Geistlicher, Weihbischof in San Cristóbal de la Habana                                       | 87    |       |
| 16. März | Rachel Corrie                   | US-amerikanische Aktivistin der International Solidarity Movement                                        | 23    |       |
| 16. März | Davis Hughes                    | australischer Politiker (New South Wales)                                                                | 92    |       |
| 16. März | Lothar Koch                     | deutscher Oboist                                                                                         | 67    |       |
| 17. März | Herbert Aptheker                | US-amerikanischer marxistischer Historiker und politischer Aktivist                                      | 87    |       |
| 17. März | Thomas N. Barnes                | US-amerikanischer Soldat, Chief Master Sergeant of the Air Force (1973–1997)                             | 72    |       |
| 17. März | Jewgeni Prokopjewitsch Beljajew | russischer Skilangläufer                                                                                 | 48    |       |
| 17. März | Bill Carlisle                   | US-amerikanischer Countrymusiker und -sänger                                                             | 94    |       |
| 17. März | Zoltán Kádár                    | ungarischer Archäologe und Kunsthistoriker                                                               | 87    |       |
| 17. März | Klaus E. Oldendorff             | deutscher Reeder                                                                                         | 69    |       |
| 17. März | Charles Salatka                 | US-amerikanischer Geistlicher, römisch-katholischer Erzbischof von Oklahoma City                         | 85    |       |
| 17. März | Johannes Paul Scherer           | deutscher Schriftsteller, Autor und Lehrer                                                               |       |       |
| 17. März | Robert Shelton                  | US-amerikanischer Grand Wizard des Ku-Klux-Klans                                                         | 73    |       |
| 17. März | Su Buqing                       | chinesischer Mathematiker                                                                                | 100   |       |
| 18. März | Oles Berdnyk                    | ukrainisch-sowjetischer Schriftsteller, Science-Fiction-Autor und Menschenrechtsaktivist                 | 76    |       |
| 18. März | Eugene Louis D’Souza            | indischer Priester und Erzbischof von Bhopal                                                             | 85    |       |
| 18. März | Bruno Bernhard Heim             | Schweizer Diplomat des Heiligen Stuhls, Titularerzbischof und Heraldiker                                 | 92    |       |
| 18. März | Wolfgang Kliem                  | deutscher Politiker (CDU), Mitglied des Abgeordnetenhauses von Berlin                                    | 66    |       |
| 18. März | Karl Kling                      | deutscher Automobilrennfahrer                                                                            | 92    |       |
| 18. März | Joachim Kolbe                   | deutscher Politiker (SPD), MdL                                                                           | 54    |       |
| 18. März | Theodorus Hubertus Moors        | römisch-katholischer Bischof                                                                             | 90    |       |
| 18. März | Adam Osborne                    | britischer Erfinder des Laptops                                                                          | 64    |       |
| 18. März | Karl Schuhmann                  | deutscher Philosoph und Hochschullehrer                                                                  | 61    |       |
| 18. März | Helmuth Warnke                  | deutscher Maler, Redakteur, Politiker (KPD) und Publizist                                                | 94    |       |
| 19. März | Niels Otto Christensen          | dänischer Jurist, Beamter, Landsfoged und Landshøvding von Grönland                                      | 85    |       |
| 19. März | Joseph Anthony Cremona          | britischer Linguist und Romanist (Italianist, Französist, Hispanist und Maltesist)                       | 80    |       |
| 19. März | Émile Genest                    | kanadischer Schauspieler und Komödiant                                                                   | 81    |       |
| 19. März | Wolfgang Hofmann                | deutscher Geiger, Komponist und Dirigent                                                                 | 80    |       |
| 19. März | Earle Moss                      | kanadischer Pianist und Musikpädagoge                                                                    | 81    |       |
| 19. März | Guido Nenninger                 | deutscher Orgelbauer                                                                                     | 84    |       |
| 19. März | Michael Mathias Prechtl         | deutscher Maler, Illustrator und Karikaturist                                                            | 76    |       |
| 19. März | Eduard Tenschert                | österreichischer Maler                                                                                   | 90    |       |
| 19. März | Rick Zumwalt                    | US-amerikanischer Armdrücker, fünffacher Armdrückweltmeister und Schauspieler                            | 51    |       |
| 20. März | Hans Bardens                    | deutscher Politiker (SPD), MdB                                                                           | 76    |       |
| 20. März | Erich Hänel                     | deutscher Fußballspieler                                                                                 | 87    |       |
| 20. März | Rudolf Loskand                  | deutscher Politiker (SPD)                                                                                | 78    |       |
| 20. März | Rudi Müller                     | deutscher Lehrer und Förderer des Breitensports und der Völkerverständigung                              | 76    |       |
| 20. März | Helmut Schwämmlein              | deutscher Ensemble-Leiter und Musikwissenschaftler                                                       | 58    |       |
| 21. März | Adam Deinlein                   | deutscher Regierungspräsident (Oberbayern)                                                               | 93    |       |
| 21. März | Hans Herken                     | deutscher Pharmakologe                                                                                   | 90    |       |
| 21. März | Leonard Hokanson                | US-amerikanischer Pianist                                                                                | 71    |       |
| 21. März | Don Hood                        | US-amerikanischer Schauspieler                                                                           | 62    |       |
| 21. März | Wolfgang Kartte                 | deutscher Verwaltungsjurist und Präsident des Bundeskartellamtes                                         | 75    |       |
| 21. März | Rose Sommer-Leypold             | deutsche Malerin                                                                                         | 93    |       |
| 21. März | Umar Wirahadikusumah            | indonesischer General und Politiker                                                                      | 78    |       |
| 22. März | Fernando Carcupino              | italienischer Maler                                                                                      | 80    |       |
| 22. März | Harry Fisher                    | US-amerikanischer Gewerkschafter, Friedensaktivist und Freiwilliger im spanischen Bürgerkrieg            | 92    |       |
| 22. März | Milton George Henschel          | US-amerikanischer Zeuge Jehovas, Präsident der Watchtower Bible and Tract Society                        | 82    |       |
| 22. März | Terry Lloyd                     | britischer Fernsehjournalist, der sich auf den Nahen Osten spezialisiert hatte                           | 50    |       |
| 22. März | Gordian Troeller                | luxemburgischer Journalist, Fotograf und Dokumentarfilmemacher                                           | 86    |       |
| 23. März | Violet Cliff                    | britische Eiskunstläuferin                                                                               | 86    |       |
| 23. März | Zdzisław Krzyszkowiak           | polnischer Leichtathlet, Olympiasieger (1960)                                                            | 73    |       |
| 23. März | Günther Leonhart                | deutscher Politiker (SPD), MdL, MdB                                                                      | 73    |       |
| 23. März | Wolf-Eberhard von Lewinski      | deutscher Musik- und Theaterkritiker                                                                     | 75    |       |
| 23. März | Tage Nielsen                    | dänischer Komponist                                                                                      | 74    |       |
| 23. März | Fritz Spiegl                    | britischer Komponist, Schriftsteller und Journalist                                                      | 77    |       |
| 24. März | Erica Balqué                    | deutsche Schauspielerin, Regisseurin und Hörspielsprecherin                                              | 91    |       |
| 24. März | Hans Hermann Groër              | römisch-katholischer Bischof, Kardinal                                                                   | 83    |       |
| 24. März | Murray Hill                     | australischer Politiker (South Australia)                                                                | 79    |       |
| 24. März | Jewgeni Petrowitsch Klewzow     | sowjetischer Radsportler                                                                                 | 74    |       |
| 24. März | Heinrich Neuy                   | deutscher Maler, Möbeldesigner und Architekt                                                             | 91    |       |
| 24. März | Bernhard Schulz                 | deutscher Journalist und Schriftsteller                                                                  | 89    |       |
| 24. März | Artie Shapiro                   | US-amerikanischer Jazz-Bassist                                                                           | 87    |       |
| 24. März | Philip Yordan                   | US-amerikanischer Drehbuchautor und Filmproduzent                                                        | 88    |       |
| 25. März | Emil Frost                      | deutscher Politiker (KPD, SED) und Oberbürgermeister                                                     | 82    |       |
| 25. März | Vernon Hughes                   | US-amerikanischer Experimentalphysiker                                                                   | 81    |       |
| 25. März | Karl Regling                    | deutscher Politiker (SPD), MdB                                                                           | 95    |       |
| 25. März | Günther Otto Schenck            | deutscher Chemiker                                                                                       | 89    |       |
| 25. März | Mori Julien-Marie Sidibé        | malischer Geistlicher, Bischof von Ségou                                                                 |       |       |
| 26. März | Hans Brandenberger              | Schweizer Steinbildhauer und Bronzeplastiker                                                             | 90    |       |
| 26. März | Erland Erlandsen                | dänischstämmiger deutscher Schauspieler                                                                  | 90    |       |
| 26. März | Daniel Patrick Moynihan         | US-amerikanischer Diplomat und Politiker                                                                 | 76    |       |
| 26. März | Leif Roar                       | dänischer Opernsänger (Bariton)                                                                          | 65    |       |
| 26. März | Martin Schenkel                 | Schweizer Schauspieler und Sänger                                                                        | 34    |       |
| 26. März | Constant Schuurmans             | belgischer Diplomat                                                                                      | 88    |       |
| 26. März | Tauese Sunia                    | US-amerikanischer Politiker                                                                              | 61    |       |
| 26. März | José Tamayo                     | spanischer Theaterleiter und -regisseur                                                                  | 82    |       |
| 26. März | Rolf Thomsen                    | deutscher Flottenadmiral der Bundesmarine                                                                | 87    |       |
| 26. März | Nino Vingelli                   | italienischer Schauspieler                                                                               | 90    |       |
| 26. März | Herbert Zangs                   | deutscher Maler                                                                                          | 78    |       |
| 27. März | Edwin Carr                      | neuseeländischer Pianist, Dirigent und Komponist                                                         | 76    |       |
| 27. März | Daniel Ceccaldi                 | französischer Schauspieler                                                                               | 75    |       |
| 27. März | Jeremiah Duggan                 | britischer Student                                                                                       | 22    |       |
| 27. März | Frederic L. Holmes              | US-amerikanischer Wissenschaftshistoriker                                                                | 71    |       |
| 27. März | Winfried Holtmann               | deutscher Radsportmanager, Journalist und Chefredakteur der Sindelfinger Zeitung                         | 61    |       |
| 27. März | Henry Kielmann                  | deutscher Schauspieler, Regisseur und Synchronsprecher                                                   | 74    |       |
| 27. März | Paul Zindel                     | US-amerikanischer Schriftsteller, Dramatiker und Drehbuchautor                                           | 66    |       |
| 28. März | Kadri Aytaç                     | türkischer Fußballspieler und -trainer                                                                   | 71    |       |
| 28. März | Rusty Draper                    | US-amerikanischer Popsänger                                                                              | 80    |       |
| 28. März | Barbara Duncan                  | US-amerikanische Kunsthistorikerin, Kunstsammlerin und Mäzenin                                           |       |       |
| 28. März | Ludwig Elsbett                  | deutscher Ingenieur, Erfinder des Elsbett-Motor                                                          | 89    |       |
| 28. März | Gerhart Habenicht               | deutscher Arzt und Politiker (FDP)                                                                       | 91    |       |
| 28. März | Irmgard von Kienlin-Moy         | deutsche Malerin, Grafikerin und Poetin                                                                  | 94    |       |
| 28. März | Alexei Iwanowitsch Kusnezow     | sowjetischer Skilangläufer                                                                               | 73    |       |
| 28. März | Giovanni Ponte                  | italienischer Romanist und Italianist                                                                    | 73    |       |
| 28. März | Kenneth Porter                  | britischer Offizier der Luftstreitkräfte des Vereinigten Königreichs                                     | 90    |       |
| 28. März | Archer E. Reilly                | US-amerikanischer Jurist und Politiker                                                                   | 84    |       |
| 28. März | Kurt Schmidtchen                | deutscher Schauspieler und Komiker                                                                       | 72    |       |
| 29. März | Placide Adams                   | US-amerikanischer Jazzbassist                                                                            | 73    |       |
| 29. März | David Azarian                   | US-amerikanischer Jazzmusiker und Komponist                                                              | 51    |       |
| 29. März | Lennox Fitzroy Ballah           | trinidadischer Jurist und vom 19. April 2002 bis zu seinem Tod Richter am Internationalen Seegerichtshof | 73    |       |
| 29. März | Kurt Gimmi                      | Schweizer Radrennfahrer                                                                                  | 67    |       |
| 29. März | Horie Tadao                     | japanischer Fußballspieler                                                                               | 89    |       |
| 29. März | Karim Karimow                   | sowjetischer bzw. aserbaidschanischer Ingenieurwissenschaftler, Generalleutnant und Raumfahrtfunktionär  | 85    |       |
| 29. März | Chris Kropman                   | niederländischer Radrennfahrer                                                                           | 83    |       |
| 29. März | Ludwig Nerlinger                | deutscher Politiker (BP), MdL                                                                            | 84    |       |
| 29. März | Stephan Portmann                | Schweizer Medienpädagoge, Publizist und erster Leiter der Solothurner Filmtage                           | 70    |       |
| 29. März | Hans Potthof                    | Schweizer Maler und Grafiker                                                                             | 92    |       |
| 29. März | Edith Reinowski                 | niedersächsischer Politiker (SPD)                                                                        | 92    |       |
| 29. März | Wolf Schwarz                    | deutscher Rechtsanwalt, Filmproduzent und Filmmanager                                                    | 85    |       |
| 29. März | Carlo Urbani                    | italienischer Arzt                                                                                       | 46    |       |
| 29. März | Katy Yslas-Yent                 | US-amerikanische Politikerin                                                                             | 60    |       |
| 30. März | Vincent DePaul Breen            | US-amerikanischer Geistlicher, Bischof von Metuchen                                                      | 66    |       |
| 30. März | Hans Dujsik                     | österreichischer Textilfabrikant                                                                         | 78    |       |
| 30. März | Enoeda Keinosuke                | japanischer Meister des Karate der JKA                                                                   | 67    |       |
| 30. März | Nick Enright                    | australischer Drehbuchautor                                                                              | 52    |       |
| 30. März | Rolf Glasmeier                  | deutscher Multimedia-Künstler                                                                            | 58    |       |
| 30. März | Heidi Gutruf                    | österreichische Kabarettistin und Schauspielerin                                                         | 59    |       |
| 30. März | Hilde Haagen                    | österreichische Schauspielerin                                                                           | 81    |       |
| 30. März | Michael Jeter                   | US-amerikanischer Schauspieler                                                                           | 50    |       |
| 30. März | Heinz Kegel                     | deutscher Politiker (SPD), MdL                                                                           | 81    |       |
| 30. März | Rainer A. Krewerth              | deutscher Journalist und Schriftsteller                                                                  | 59    |       |
| 30. März | Rudolf Walter Leonhardt         | deutscher Journalist                                                                                     | 82    |       |
| 30. März | Walentin Sergejewitsch Pawlow   | sowjetischer Ministerpräsident (1991)                                                                    | 65    |       |
| 30. März | Teno Roncalio                   | US-amerikanischer Politiker                                                                              | 87    |       |
| 31. März | George Connor                   | US-amerikanischer American-Football-Spieler                                                              | 78    |       |
| 31. März | Harold Scott MacDonald Coxeter  | britisch-kanadischer Mathematiker                                                                        | 96    |       |
| 31. März | Emmanuel Ghent                  | US-amerikanischer Komponist                                                                              | 77    |       |
| 31. März | Anne Gwynne                     | US-amerikanische Filmschauspielerin                                                                      | 84    |       |
| 31. März | Manfred Hättich                 | deutscher Politikwissenschaftler                                                                         | 77    |       |
| 31. März | Tommy Seebach                   | dänischer Musiker                                                                                        | 53    |       |
| 31. März | Fermín Vélez                    | spanischer Automobilrennfahrer                                                                           | 43    |       |
| März     | Elena Albu                      | rumänische Schauspielerin                                                                                | 53    |       |
| März     | Herbert Holtfreter              | deutscher Fußballspieler (DDR)                                                                           | 70    |       |
| März     | Ibra Kabo                       | nigrischer Politiker und Diplomat                                                                        |       |       |
| März     | Hedi Klug                       | tschechische Operetten-, Opern- und Konzertsängerin (Sopran)                                             | 70    |       |